# Kostel svatého Víta (Tuchoměřice)
Kostel svatého Víta v Tuchoměřicích v okrese Praha-západ je součástí raně barokního objektu jezuitské rezidence (kláštera) s kostelem vybudovaného ve druhé polovině 17. století podle návrhu italského architekta Giovanni Domenico Orsiho nad vesnicí, na návrší zvaném Zámecký vrch. Je chráněn jako kulturní památka. O záchranu historicky i umělecky cenné stavby usiluje Komunita Chemin Neuf.

## Historie
Historie farního kostela sv. Víta v Tuchoměřicích je spjata s působením jezuitské staroměstské koleje (Klementinum), která obstarávala duchovní správu v sousední obci Kopanina. V roce 1623 zakoupili staroměstští jezuité od Otty Jindřicha z Vartenberka i panství Tuchoměřice se zámkem, přestavěným v průběhu 16. století z gotické tvrze na renesanční šlechtické sídlo. Během třicetileté války zámek i původní kostel svatého Víta a Linharta zpustl. Na místě gotické tvrze a starého kostela sv. Víta a Linharta byla vybudována jezuitská rezidence s kostelem sv. Víta podle plánů stavitele Orsiho.
Stavba kostela byla dokončena k roku 1668 a postupně byl vybavován oltáři. Roku 1683 se uvádí oltář Narození Páně s obrazem Jana Jiřího Heinsche a obraz sv. Agáty, oba později nahrazené obrazy Raabovými a přemístěné do sakristie. Roku 1711 byly vztyčeny oltáře sv. Linharta a sv. Klimenta. Varhany byly postaveny roku 1754. Z roku 1768 je iluzivní architektonická malba hlavního oltáře, jejímž autorem je malíř a jezuitský laický bratr Josef Kramolín.
Kromě pravidelných bohoslužeb se v kostele konají příležitostně koncerty duchovní hudby.

## Popis stavby
Kostel je jednolodní obdélná raně barokní stavba bez věže s valenými klenbami. Po obou stranách oratoře je umístěn užší obdélný presbytář. Na střeše nad presbytářem je umístěn sanktusník. Východní průčelí, vybudované v letech 1732–1736 je členěno pilastry. Nad segmentovým štítem obdélníkového portálu je umístěno obdélníkové okno ukončené segmentem. Nad římsou průčelí vrcholí obdélníkovým štítem s trojúhelníkovým ukončením. V nikách průčelí jsou umístěny tři pískovcové sochy, pocházející patrně z dílny Matyáše Bernarda Brauna (svatý Ignác, svatý František Xaverský a svatý Václav). Boční fasády jsou členěny pilastry a obdélníkovými, půlkruhově ukončenými okny.
Na zadní stěně presbytáře je iluzivní oltář se dvěma zachovanými obrazy sv. Víta, jemuž se zjevuje anděl, a poprsí svatého Václava mezi anděly od Jana Jiřího Heinsche z doby kolem 1683. V interiéru kostela se nacházejí i iluzivní malby od Josefa Kramolína z roku 1768, malované portály presbytáře a freska svatého Víta v podkruchtí. Čtyři boční malované oltáře s obrazy Narození Páně, svatého Linharta, svaté Agáty a svatého Klimenta jsou dílem Ignáce Raaba, stejně jako menší obrazy Floriana, Tekly, Notburgy a Doroty v jejich nástavcích. Součástí interiéru je rokoková oltářní deska, rokoková kazatelna se symboly Starého a Nového zákona a rokokové varhany. Ty jsou patrně jediným dochovaným nástrojem varhanáře Jana Vojtěcha Beera (Johanna Adalberta Beera) z roku 1754–1755, který tak dokončil dílo svého předchůdce, varhanáře Tomáše Schwarze. Cínová křtitelnice je datovaná letopočtem 1636.

## Galerie

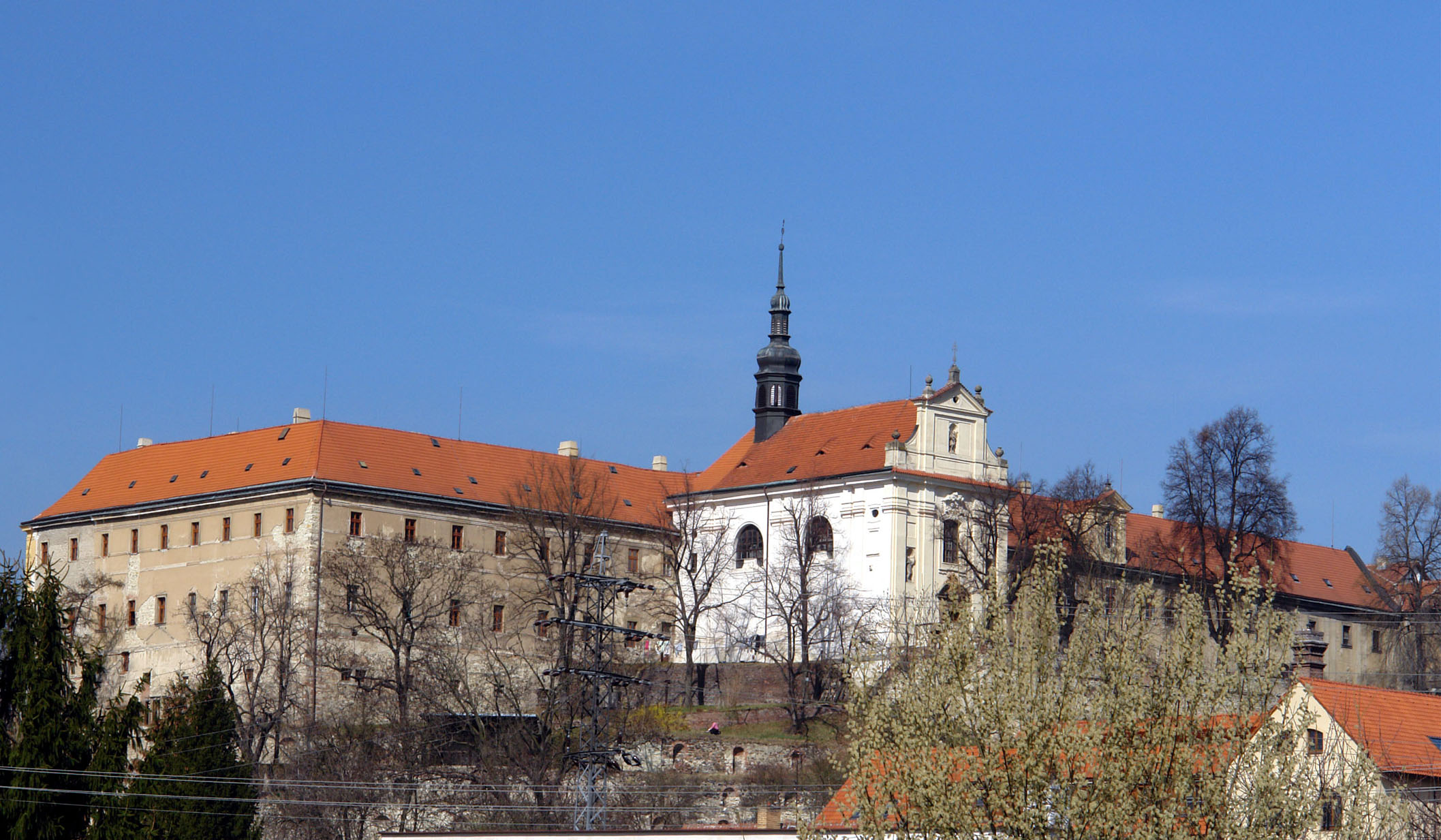
Klášter Tuchoměřice s kostelem svatého Víta
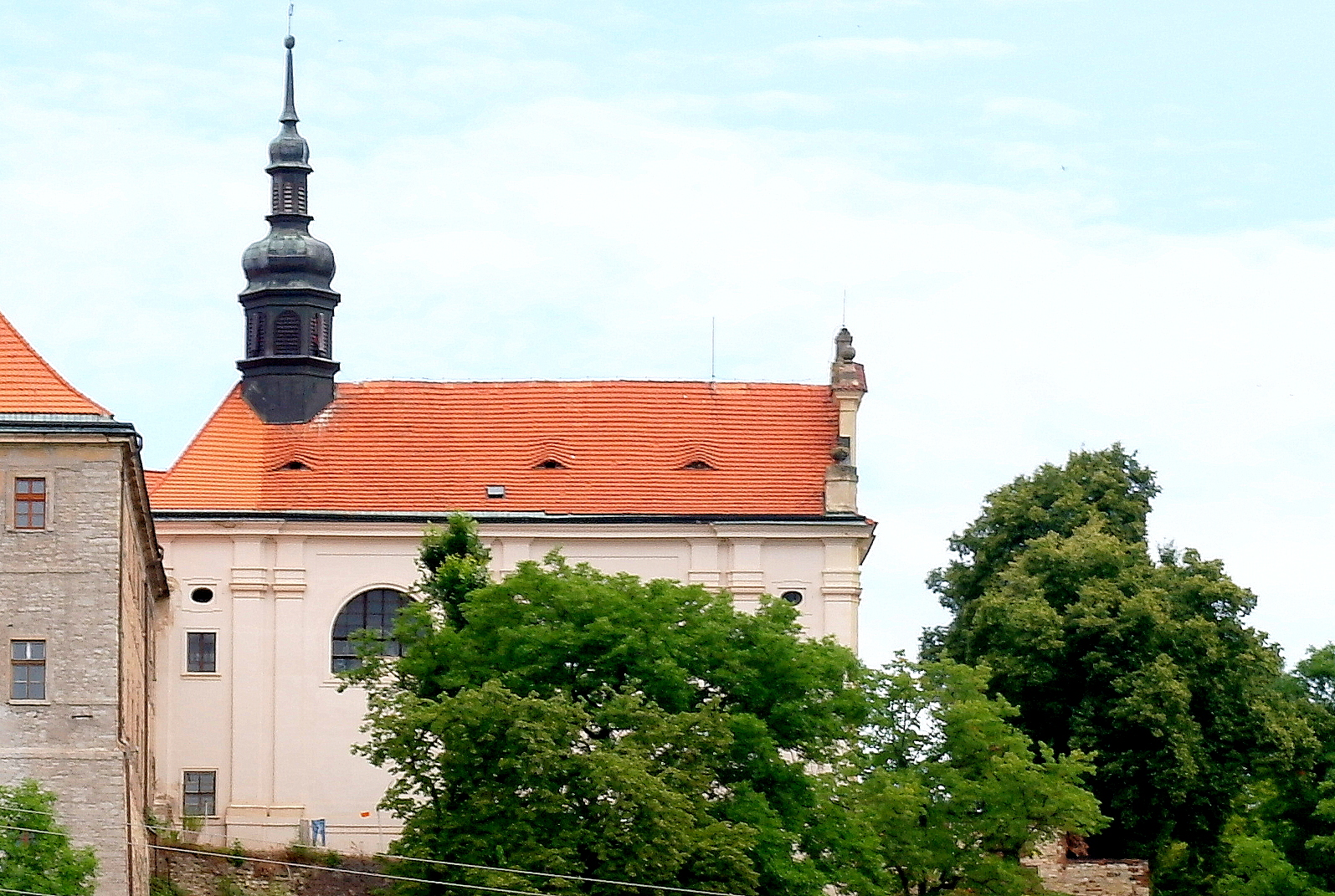
Kostel svatého Víta z jihu
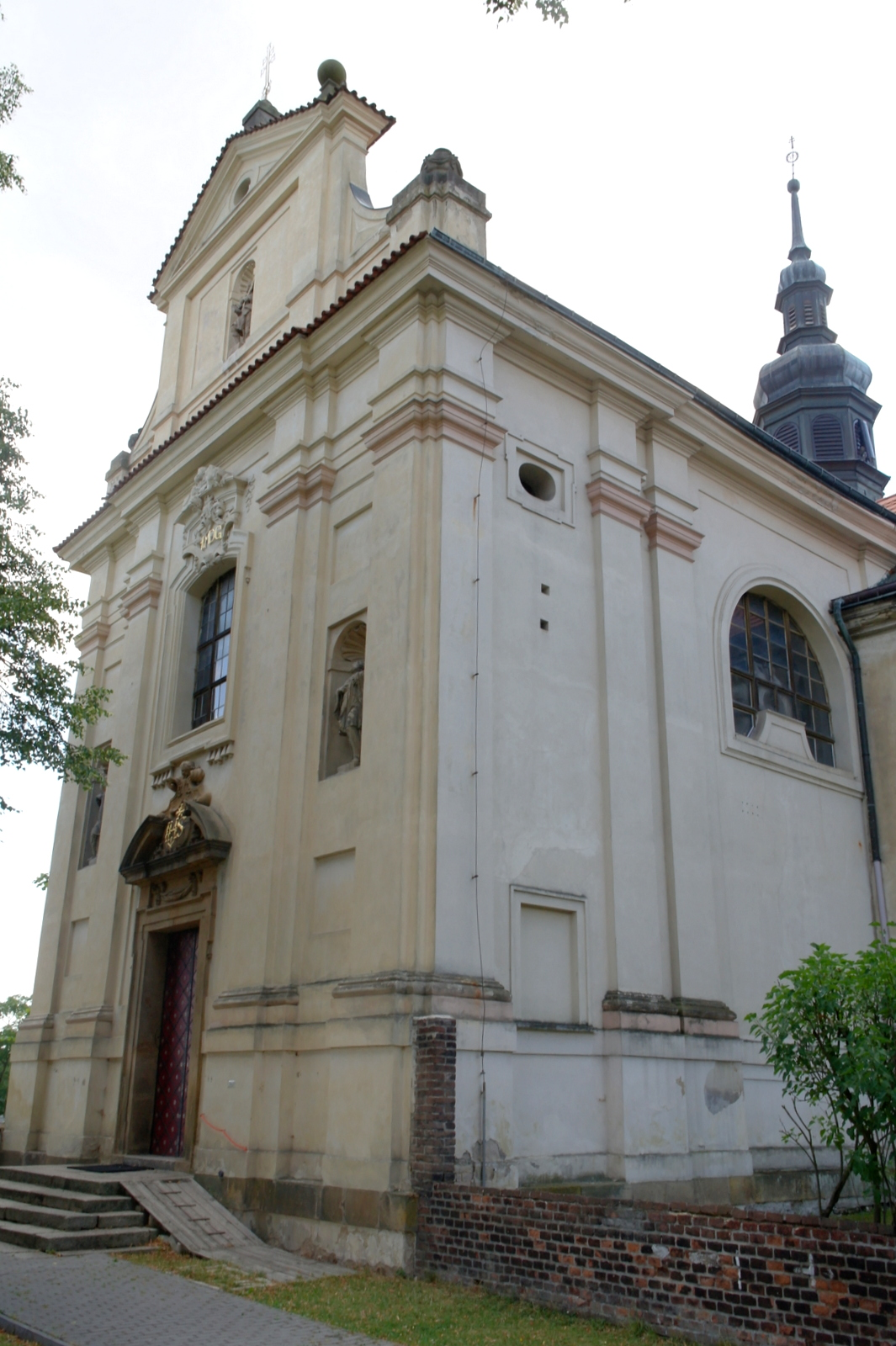
Kostel svatého Víta
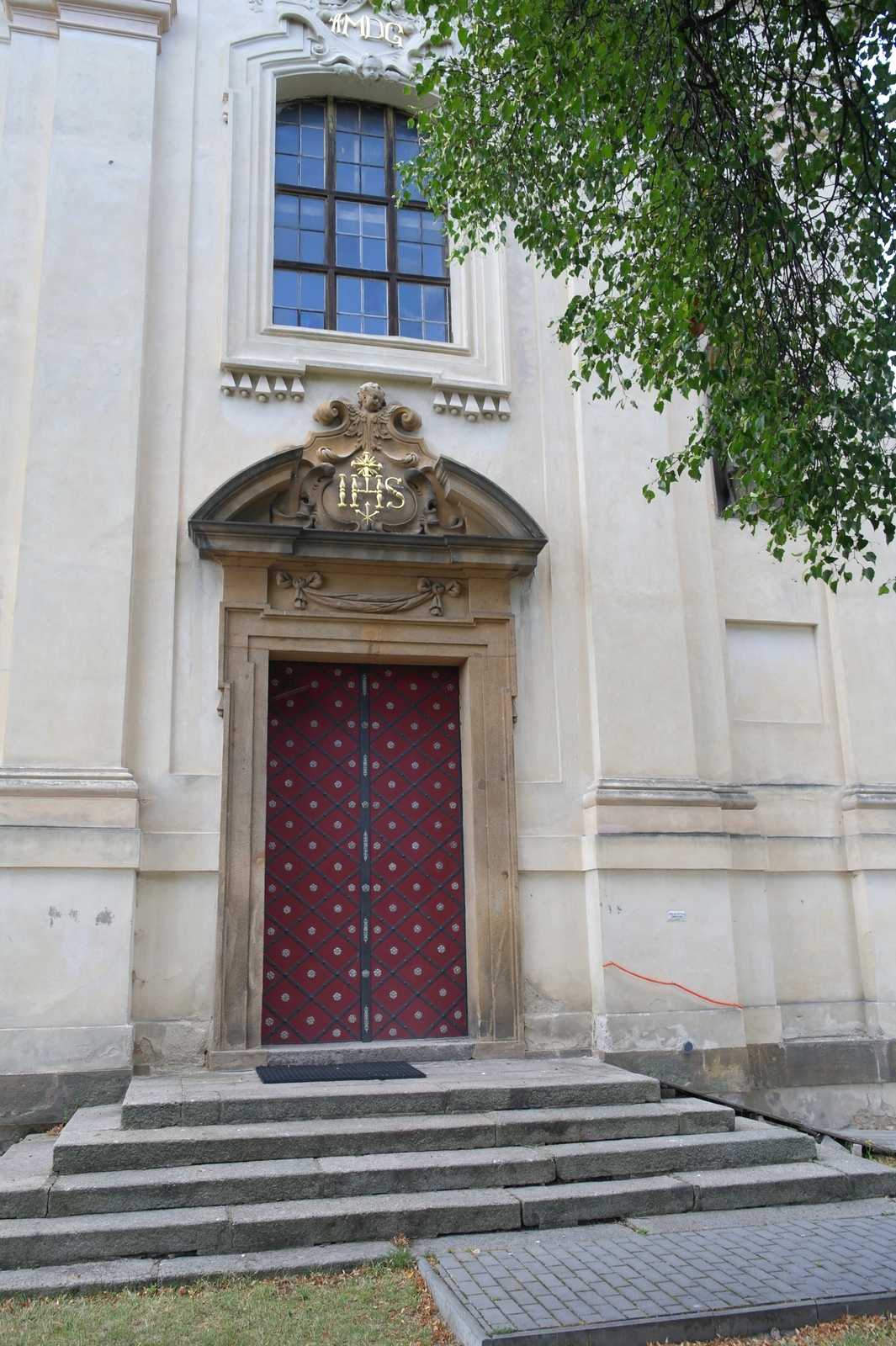
Vstupní portál
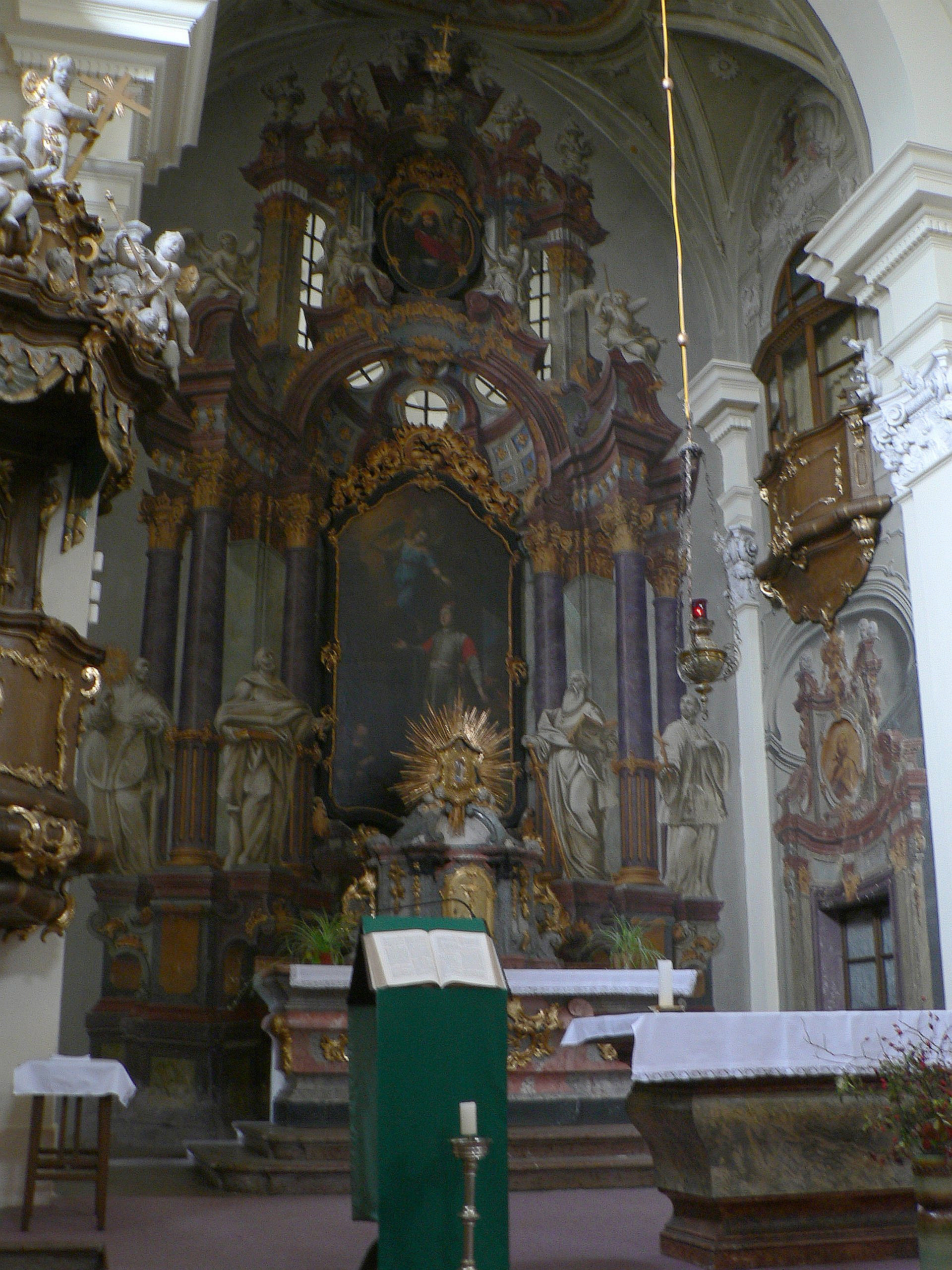
Hlavní (iluzivní) oltář